# Ashford Bowdler
Ashford Bowdler is een civil parish in het bestuurlijke gebied Shropshire, in het Engelse graafschap Shropshire.

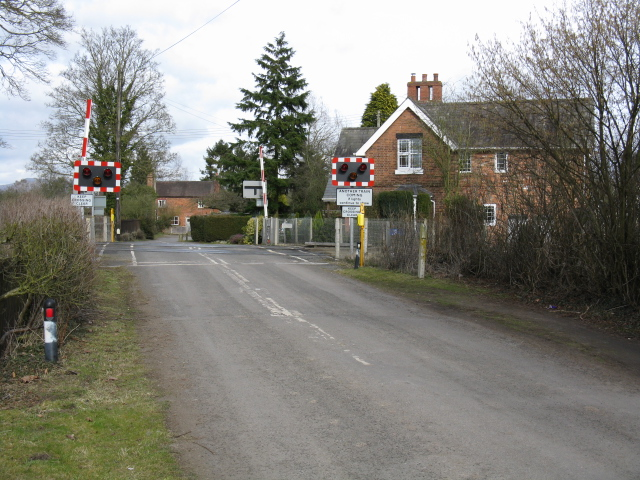
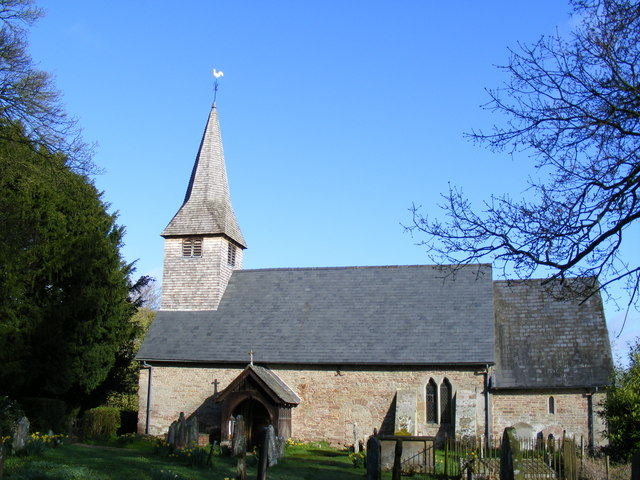